# Liane Tooth
Liane Marianne Tooth OAM (* 13. März 1962 in Sydney) ist eine ehemalige australische Hockeyspielerin, die mit der australischen Hockeynationalmannschaft 1988 und 1996 Olympiasiegerin war.

## Sportliche Karriere
Liane Tooth begann 1976 mit dem Hockeysport. Die 1,59 m große Verteidigerin nahm 1984 an den Olympischen Spielen in Los Angeles teil, wurde aber nur im Vorrundenspiel gegen die Neuseeländerinnen eingewechselt. Die australische Mannschaft belegte 1984 den vierten Platz. 1986 erreichte das australische Team mit Liane Tooth den sechsten Platz bei der Weltmeisterschaft in Amstelveen. Bei der ersten Austragung der Champions Trophy der Damen im Jahr 1987 belegten die Australierinnen den zweiten Platz hinter den Niederländerinnen. Bei den Olympischen Spielen 1988 in Seoul erreichten die Australierinnen das Halbfinale mit nur einem Sieg und zwei Unentschieden. Nach dem Halbfinalsieg über die Niederländerinnen gewannen die Australierinnen im Finale gegen die Südkoreanerinnen mit 2:0.
1990 erreichten die Australierinnen bei der Weltmeisterschaft 1990 in Sydney das Finale, dort unterlagen sie den Niederländerinnen mit 1:3. 1991 siegten die Australierinnen erstmals bei der Champions Trophy. Bei den Olympischen Spielen 1992 in Barcelona belegten die Australierinnen in der Vorrunde den dritten Platz hinter den Deutschen und den Spanierinnen und verpassten damit den Halbfinaleinzug. Mit Siegen über die Neuseeländerinnen und die Niederländerinnen sicherten sich die Australierinnen den fünften Platz. 1993 gewannen die Australierinnen erneut die Champions Trophy.
Nach einer Pause kehrte Liane Tooth 1996 in die australische Mannschaft zurück und nahm als erste Hockeyspielerin zum vierten Mal an Olympischen Spielen teil. Beim Turnier in Atlanta trafen die Australierinnen im Finale auf die Südkoreanerinnen und gewannen den Titel mit 3:1. Nach 152 Länderspielen und 21 erzielten Toren beendete Tooth 1996 ihre internationale Laufbahn.
Bei der Eröffnungsfeier der Olympischen Spiele 2000 in ihrer Heimatstadt Sydney gehörte Liane Tooth zu den acht Olympioniken, die die Flagge mit den olympischen Ringen bei der Eröffnungsfeier ins Stadion trugen. Nachdem Tooth bereits 1989 in den Order of Australia aufgenommen wurde, ist sie seit 1996 Mitglied der Sport Australia Hall of Fame.